# Auchy-lez-Orchies
Auchy-lez-Orchies est une commune française située dans le département du Nord, en région Hauts-de-France.

## Géographie

### Localisation
Située dans la Pévèle, Auchy-lez-Orchies se situe au cœur de la communauté de communes Pévèle Carembault. Intégrée à l'aire urbaine de Lille, la commune est proche de la frontière belge.
| Cappelle-en-Pévèle |                   | Nomain  |
| Bersée             | Auchy-lez-Orchies |         |
|                    | Coutiches         | Orchies |

### Hydrographie

#### Réseau hydrographique
La commune est située dans le bassin Artois-Picardie. Elle est drainée par le Courant de l'Hôpital, la Jonquière, la Verneceuille et le ruisseau Delcroix,,.
Le Courant de l'Hôpital, d'une longueur de 29 km, prend sa source dans la commune  et se jette  dans la Scarpe canalisée à Thun-Saint-Amand, après avoir traversé 13 communes.

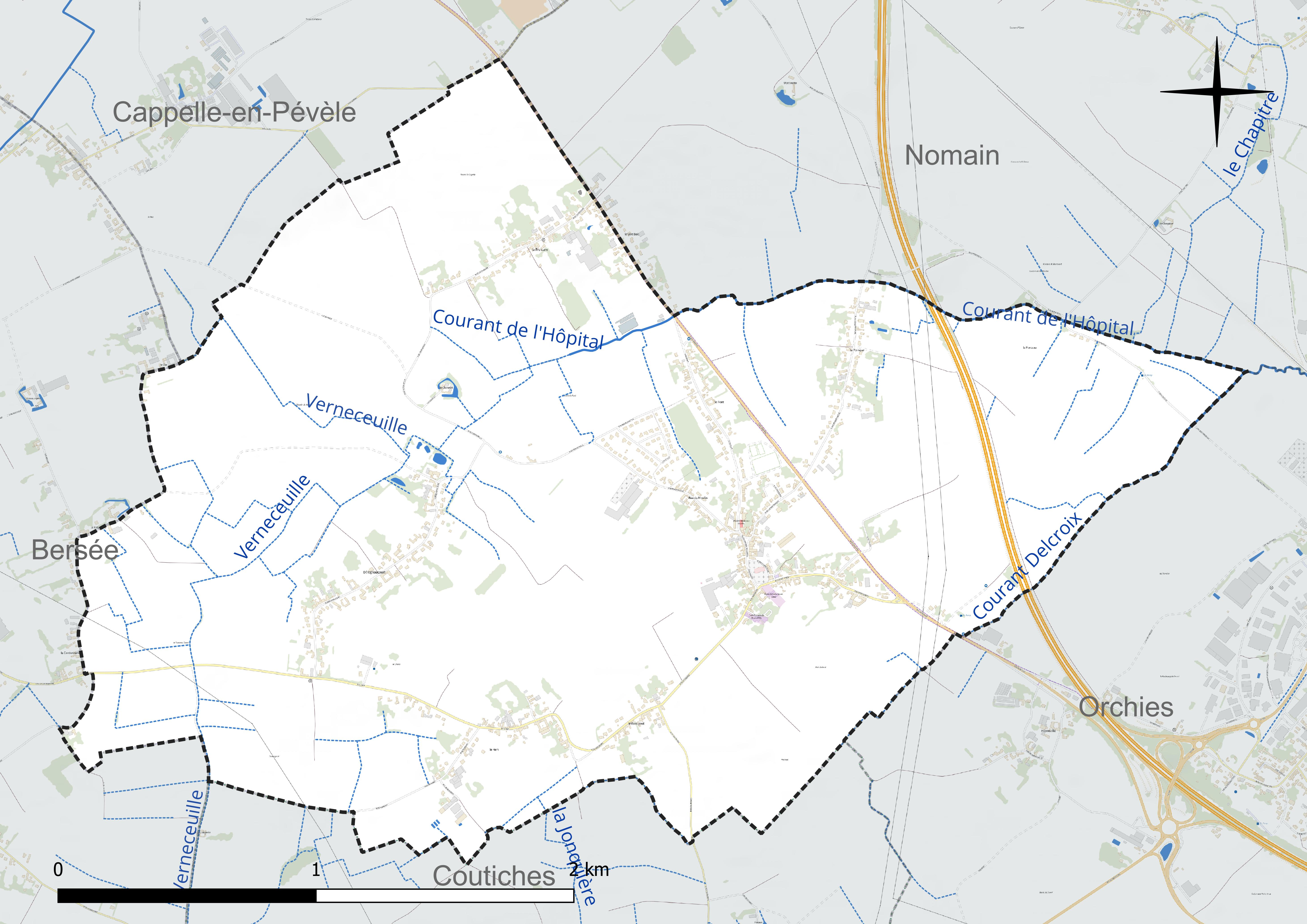
Réseau hydrographique d'Auchy-lez-Orchies.

#### Gestion et qualité des eaux
Le territoire communal est couvert par le schéma d'aménagement et de gestion des eaux (SAGE) « Scarpe aval ». Ce document de planification concerne un territoire de 624 km2 de superficie, délimité par le bassin versant de la Scarpe aval, comprenant la Pévèle, la plaine de la Scarpe et le bassin minier avec l'Ostrevent. Le périmètre a été arrêté le 18 mars 1997 et le SAGE proprement dit a été approuvé le 12 mars 2009, puis révisé le 5 juillet 2021. La structure porteuse de l'élaboration et de la mise en œuvre est le parc naturel régional Scarpe-Escaut.
La qualité des cours d'eau peut être consultée sur un site dédié géré par les agences de l'eau et l'Agence française pour la biodiversité.

### Climat
Pour des articles plus généraux, voir Climat des Hauts-de-France et Climat du Nord.
En 2010, le climat de la commune est de type climat océanique dégradé des plaines du Centre et du Nord, selon une étude du CNRS s'appuyant sur une série de données couvrant la période 1971-2000. En 2020, Météo-France publie une typologie des climats de la France métropolitaine dans laquelle la commune est exposée à un climat océanique et est dans la région climatique Nord-est du bassin Parisien, caractérisée par un ensoleillement médiocre, une pluviométrie moyenne régulièrement répartie au cours de l'année et un hiver froid (3 °C).
Pour la période 1971-2000, la température annuelle moyenne est de 10,5 °C, avec une amplitude thermique annuelle de 14,6 °C. Le cumul annuel moyen de précipitations est de 703 mm, avec 11,8 jours de précipitations en janvier et 9,2 jours en juillet. Pour la période 1991-2020, la température moyenne annuelle observée sur la station météorologique la plus proche, située sur la commune de Cappelle-en-Pévèle à 4 km à vol d'oiseau, est de 11,1 °C et le cumul annuel moyen de précipitations est de 736,6 mm,. Pour l'avenir, les paramètres climatiques de la commune estimés pour 2050 selon différents scénarios d'émission de gaz à effet de serre sont consultables sur un site dédié publié par Météo-France en novembre 2022.

### Voie de communication et transport
Auchy-lez-Orchies est desservie par le réseau départemental de bus Arc-en-Ciel 2. La ligne 221 (Orchies > Templeuve-en-Pévèle > Lille) dessert la commune aux arrêts Eglise, Le Pont et La Froidure.
Pour les liaisons ferroviaires, les Alcyaquois peuvent se tourner vers la gare d'Orchies, qui permet d'aller vers Lille, Valenciennes, Cambrai, Aulnoye-Aymeries, Maubeuge, Jeumont, Hirson et Charleville-Mézières.

## Urbanisme

### Typologie
Au 1er janvier 2024, Auchy-lez-Orchies est catégorisée commune rurale à habitat dispersé, selon la nouvelle grille communale de densité à sept niveaux définie par l'Insee en 2022.
Elle appartient à l'unité urbaine d'Orchies, une agglomération intra-départementale regroupant cinq  communes, dont elle est une commune de la banlieue,,. Par ailleurs la commune fait partie de l'aire d'attraction de Lille (partie française), dont elle est une commune de la couronne,. Cette aire, qui regroupe 201 communes, est catégorisée dans les aires de 700 000 habitants ou plus (hors Paris),.

### Occupation des sols
L'occupation des sols de la commune, telle qu'elle ressort de la base de données européenne d'occupation biophysique des sols Corine Land Cover (CLC), est marquée par l'importance des territoires agricoles (93 % en 2018), en diminution par rapport à 1990 (95,7 %). La répartition détaillée en 2018 est la suivante : 
terres arables (80,5 %), zones agricoles hétérogènes (12,5 %), zones urbanisées (6,9 %), zones industrielles ou commerciales et réseaux de communication (0,1 %). L'évolution de l'occupation des sols de la commune et de ses infrastructures peut être observée sur les différentes représentations cartographiques du territoire : la carte de Cassini (XVIIIe siècle), la carte d'état-major (1820-1866) et les cartes ou photos aériennes de l'IGN pour la période actuelle (1950 à aujourd'hui).

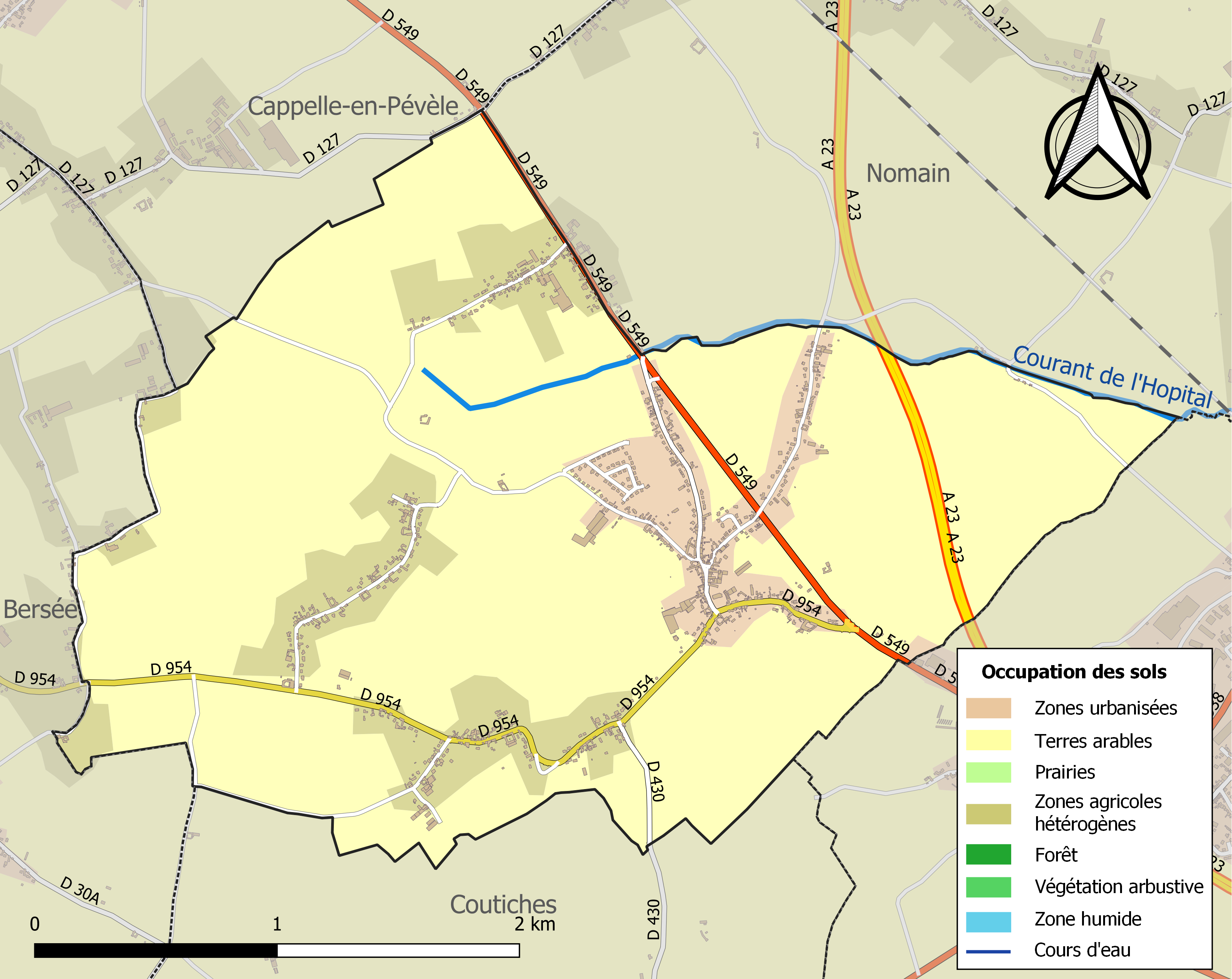
Carte des infrastructures et de l'occupation des sols de la commune en 2018 (CLC).

## Histoire
Citée en 1090 dans un acte de l'évêque de Tournai.
Avant la Révolution française, Auchy était le siège d'une seigneurie, détenue pendant un siècle par la famille de Bassecourt. Les armes actuelles de la commune reprennent celles de cette famille.

### Situation administrative

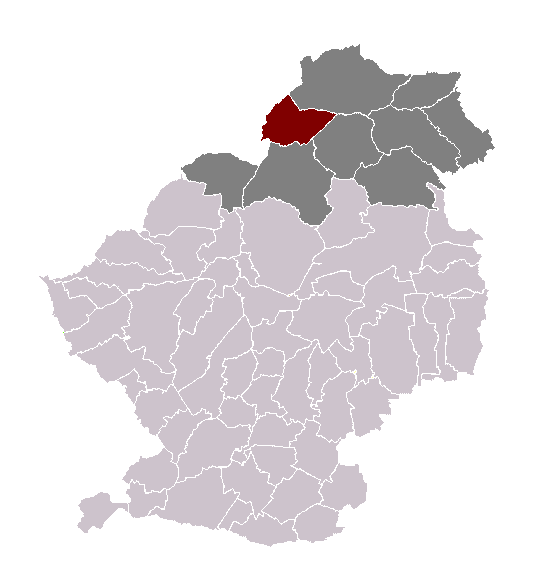
Auchy-lez-Orchies dans son canton et son arrondissement.

## Politique et administration

### Tendances politiques et résultats
Lors du premier tour des élections municipales le 15 mars 2020, dix-neuf sièges sont à pourvoir ; on dénombre 1 056 inscrits, dont 348 votants (32,95 %), 10 votes blancs (2,87 %) et 303 suffrages exprimés (87,07 %). La liste Action et modernité menée par le maire sortant Guy Schryve recueille l'intégralité des suffrages exprimés, étant la seule à se présenter,.

### Liste des maires
Maire de 1802 à 1807 : Desmont ou Desmons,.
Maire en 1808 : Leleu.

'
| Période                                  | Période      | Identité          | Étiquette | Qualité |
| ---------------------------------------- | ------------ | ----------------- | --------- | ------- |
| mars 2001                                | mars 2008    | André Abraham     |           |         |
| mars 2008                                | octobre 2011 | Jean-Claude Leroy |           |         |
| 16 décembre 2011                         | En cours     | Guy Schryve       | DVD       |         |
| Les données manquantes sont à compléter. |              |                   |           |         |

## Population et société

### Démographie

#### Évolution démographique
L'évolution du nombre d'habitants est connue à travers les recensements de la population effectués dans la commune depuis 1793. Pour les communes de moins de 10 000 habitants, une enquête de recensement portant sur toute la population est réalisée tous les cinq ans, les populations de référence des années intermédiaires étant quant à elles estimées par interpolation ou extrapolation. Pour la commune, le premier recensement exhaustif entrant dans le cadre du nouveau dispositif a été réalisé en 2008.

En 2022, la commune comptait 1 542 habitants, en évolution de +0,65 % par rapport à 2016 (Nord : +0,51 %, France hors Mayotte : +2,11 %).
| 1793  | 1800  | 1806  | 1821  | 1831  | 1836  | 1841  | 1846  | 1851  |
| ----- | ----- | ----- | ----- | ----- | ----- | ----- | ----- | ----- |
| 1 076 | 1 132 | 1 199 | 1 251 | 1 409 | 1 431 | 1 471 | 1 576 | 1 654 |

| 1856  | 1861  | 1866  | 1872  | 1876  | 1881  | 1886  | 1891  | 1896  |
| ----- | ----- | ----- | ----- | ----- | ----- | ----- | ----- | ----- |
| 1 716 | 1 690 | 1 426 | 1 368 | 1 364 | 1 347 | 1 399 | 1 328 | 1 239 |

| 1901  | 1906  | 1911  | 1921  | 1926  | 1931  | 1936  | 1946  | 1954 |
| ----- | ----- | ----- | ----- | ----- | ----- | ----- | ----- | ---- |
| 1 185 | 1 138 | 1 098 | 1 025 | 1 041 | 1 034 | 1 017 | 1 041 | 988  |

| 1962 | 1968 | 1975 | 1982  | 1990  | 1999  | 2006  | 2008  | 2013  |
| ---- | ---- | ---- | ----- | ----- | ----- | ----- | ----- | ----- |
| 931  | 889  | 887  | 1 038 | 1 142 | 1 156 | 1 368 | 1 429 | 1 517 |

| 2018  | 2022  | - | - | - | - | - | - | - |
| ----- | ----- | - | - | - | - | - | - | - |
| 1 509 | 1 542 | - | - | - | - | - | - | - |

#### Pyramide des âges
La population de la commune est relativement jeune.
En 2018, le taux de personnes d'un âge inférieur à 30 ans s'élève à 37,5 %, soit en dessous de la moyenne départementale (39,5 %). À l'inverse, le taux de personnes d'âge supérieur à 60 ans est de 22,0 % la même année, alors qu'il est de 22,5 % au niveau départemental.
En 2018, la commune comptait 741 hommes pour 768 femmes, soit un taux de 50,89 % de femmes, légèrement inférieur au taux départemental (51,77 %).
Les pyramides des âges de la commune et du département s'établissent comme suit.
| Hommes | Classe d’âge | Femmes |
| ------ | ------------ | ------ |
| 0,5    | 90 ou +      | 0,8    |
| 3,6    | 75-89 ans    | 4,4    |
| 16,5   | 60-74 ans    | 18,1   |
| 20,2   | 45-59 ans    | 20,1   |
| 21,6   | 30-44 ans    | 19,1   |
| 16,7   | 15-29 ans    | 15,9   |
| 20,8   | 0-14 ans     | 21,6   |

| Hommes | Classe d’âge | Femmes |
| ------ | ------------ | ------ |
| 0,5    | 90 ou +      | 1,4    |
| 5,3    | 75-89 ans    | 8,1    |
| 14,8   | 60-74 ans    | 16,2   |
| 19,1   | 45-59 ans    | 18,4   |
| 19,5   | 30-44 ans    | 18,7   |
| 20,7   | 15-29 ans    | 19,1   |
| 20,2   | 0-14 ans     | 18     |

### Enseignement
Auchy-lez-Orchies fait partie de l'académie de Lille.

## Économie
Autrefois très centré sur l'agriculture, notamment avec plusieurs entreprises de semences encore présentes, le village d'Auchy-lez-Orchies est maintenant principalement l'habitat d'une population sub-urbaine qui va chaque jour travailler dans les villes avoisinantes.
En effet l'entrée d'autoroute à 2 km du village permet de rallier rapidement la métropole Lilloise ou Valenciennes.

## Culture locale et patrimoine

### Lieux et monuments
- L'église Sainte-Berthe du XIXe siècle, néo-gothique,1851, au centre du village (Charles Leroy, architecte à Lille). Dans l'église : un baptistère remarquable. L'église, dédiée à sainte Berthe d'Avenay, a été incendiée par les Allemands pendant la guerre 1914-18 ;
- Le monument aux morts près de l'église, inauguré le 24 septembre 1922, commémore les morts de trois guerres : 1870-71, 1914-18, 1939-45[30] ;
- Le calvaire, rue Deregnaucourt, datant de 1864, partiellement détruit en janvier 2007 par une tempête et restauré ensuite ;
- Des chapelles - oratoires ;
- Secteur pavé d'Auchy-lez-Orchies à Bersée emprunté chaque année par la course cycliste de Paris-Roubaix ;
- Une curieux bâtiment à trois étages, à la fois porcherie - poulailler - pigeonnier de la Ferme des Marronniers (XIXe siècle).

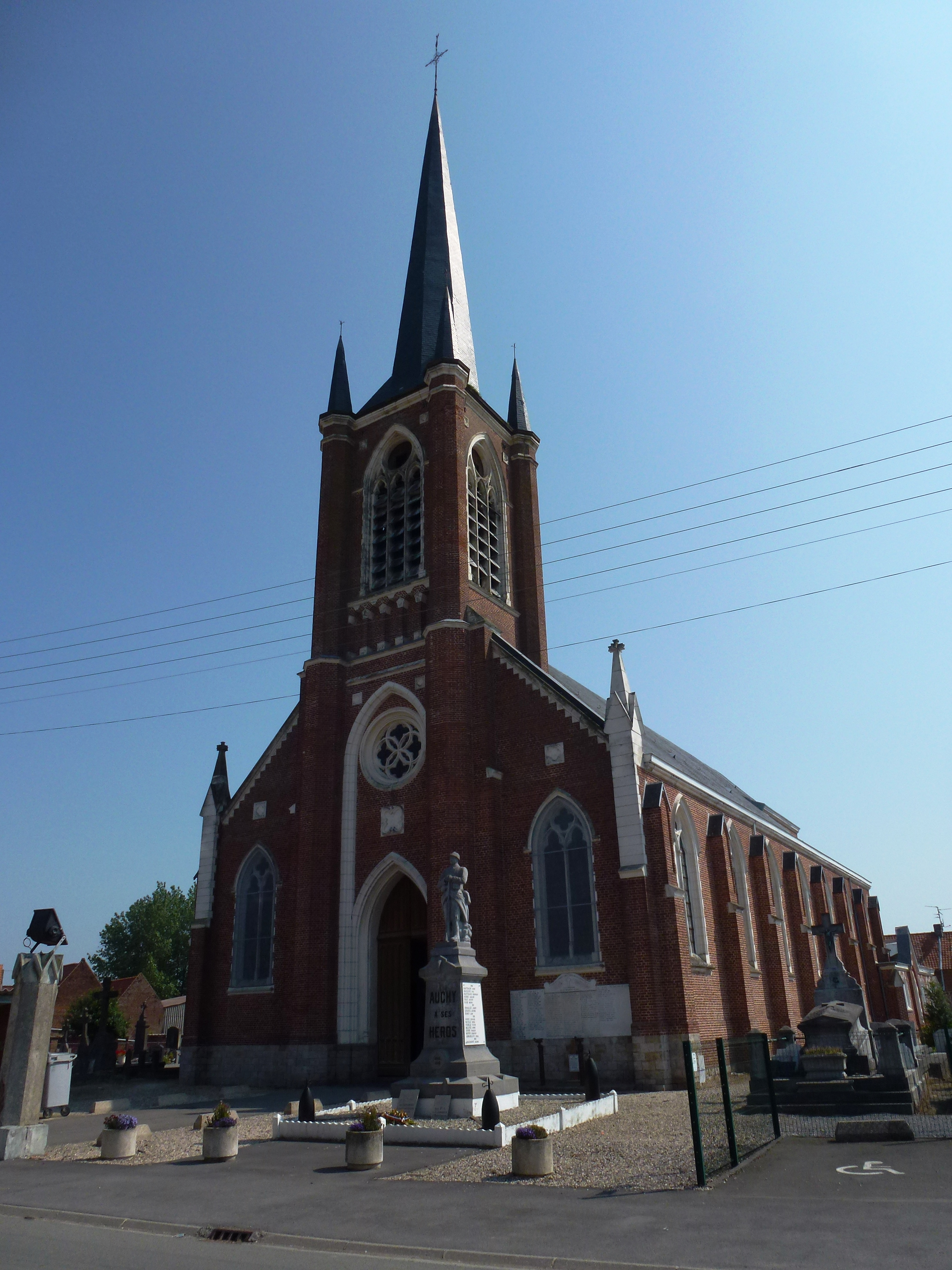
L'église Sainte-Berthe et le monument aux morts
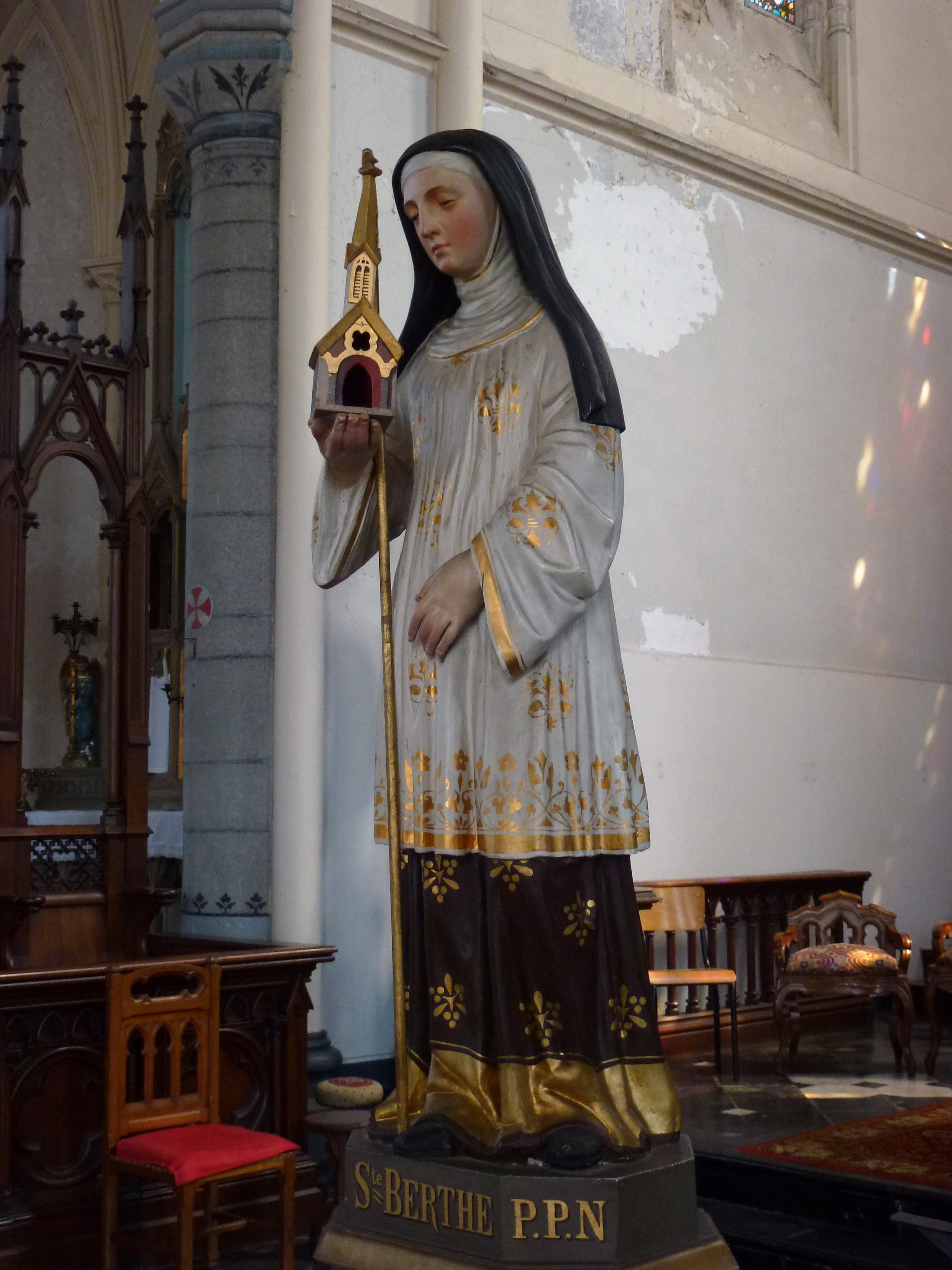
Statue de Sainte Berthe, patronne de la paroisse.
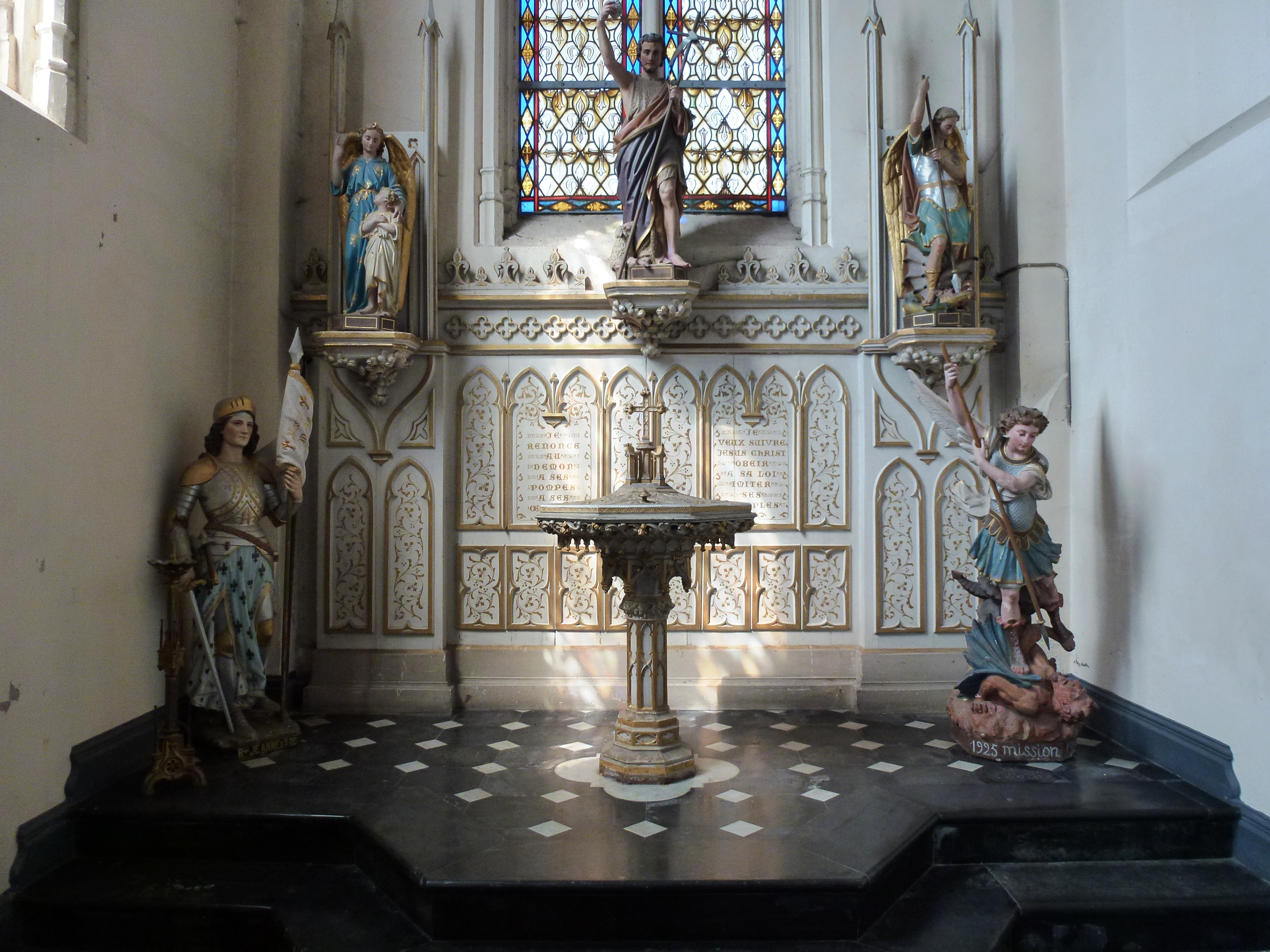
Baptistère dans l'église
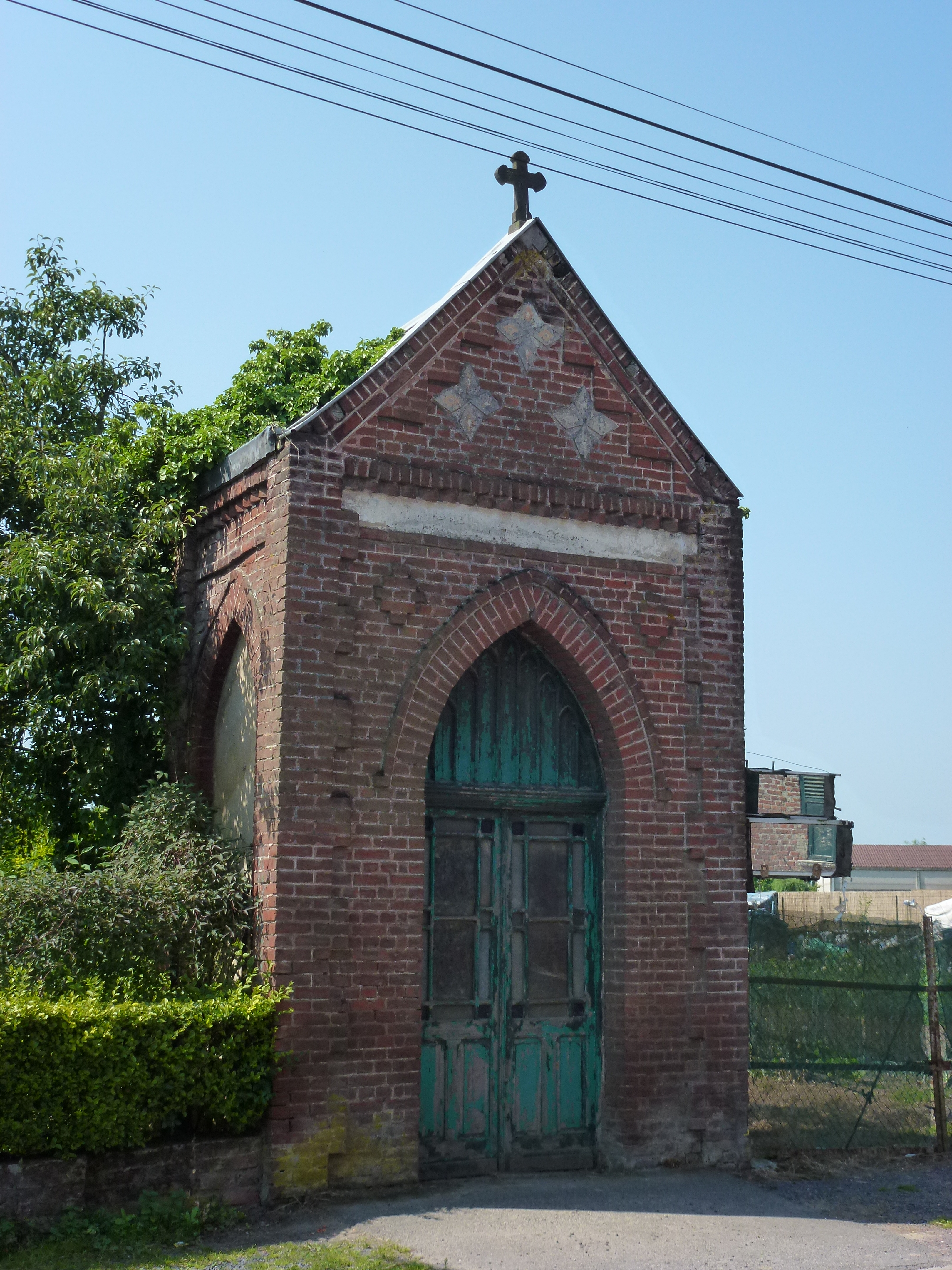
Oratoire à Monneville
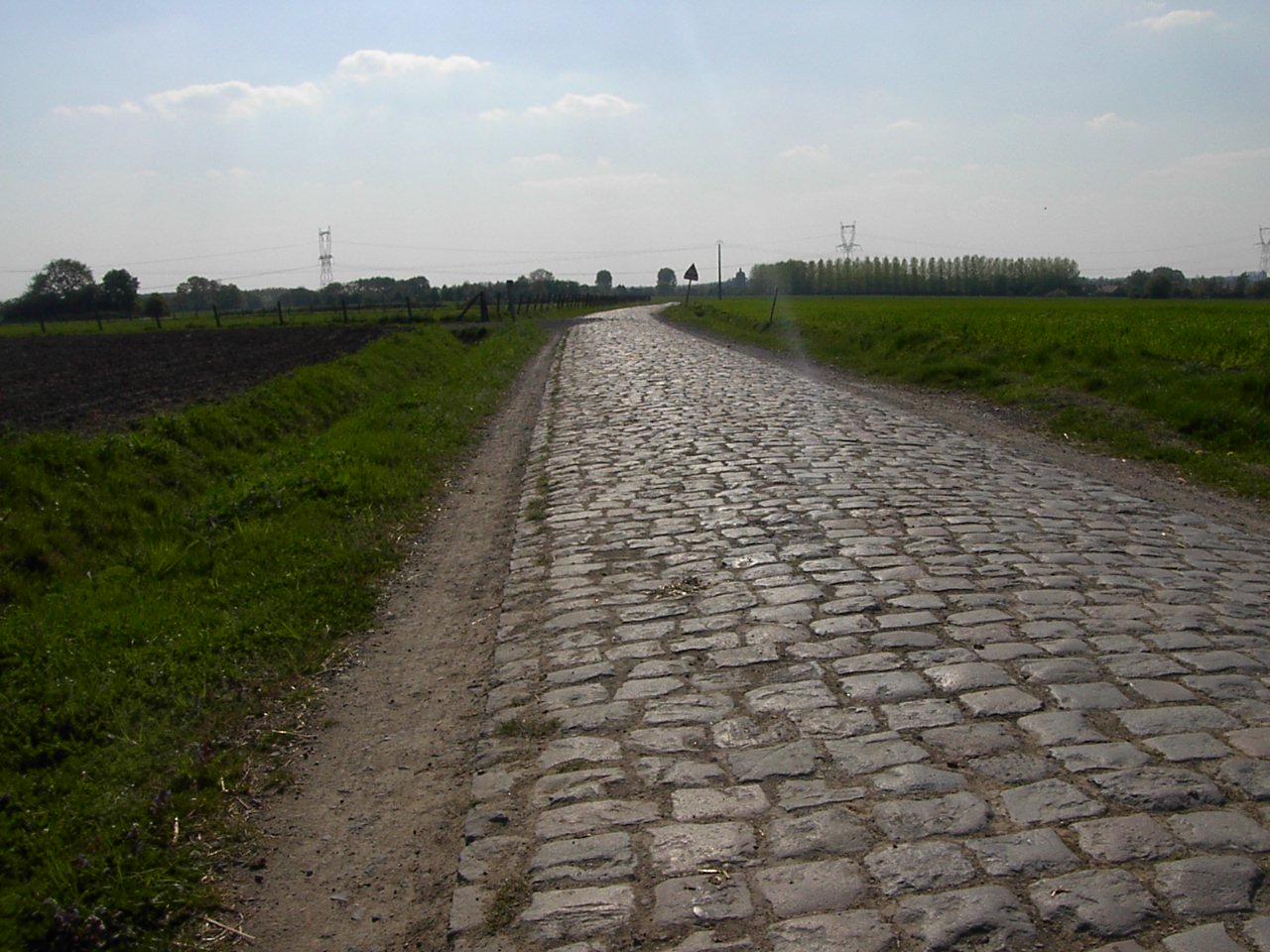
Secteur pavé d'Auchy-lez-Orchies à Bersée

### Personnalités liées à la commune

#### Seigneurs d'Auchy
- Marie Procope François de Bassecourt, seigneur d'Auchy, bénéficie en juillet 1763 de lettres données à Compiègne, lui donnant le titre de marquis avec permission d'appliquer le titre sur les terres qu'il lui plaira. Le même a été créé chevalier héréditaire en avril 1751. la famille est originaire de Picardie, mais établie depuis longtemps en Artois, à Grigny notamment[31]. Il descend de Robert de Bassecourt, son arrière-grand-père. Marie Procope François a un fils aîné nommé Procope François Placide qui a fait connaitre sa valeur dans le régiment de Boufflers, depuis la création du régiment jusqu'à sa réforme. Il a également quatre frères qui se sont signalés au service de leur roi, ont servi dans les armes et ont mérité différents titres[31]. Il a également une sœur Marie de Bassecourt qui a épousé Jean François, marquis de Gonzalez, chevalier de l'ordre de Saint-Jacques, ancien lieutenant général au service d'Espagne, et gouverneur de Pampelune. Elle a été nommée gouvernante de l'infante Isabelle de Bourbon-Parme, devenue archiduchesse d'Autriche, de don Ferdinand, infant de Parme et de l'infante Louise Marie Thérèse, petits-enfants du roi, et elle a rempli cette fonction de façon très satisfaisante[31].

### Héraldique
|  | Les armoiries d'Auchy-lez-Orchies se blasonnent ainsi : « D'azur à la bande d'argent, chargée de trois flanchis écotés de gueules. ». Ce blason représente les armes de la famille de Bassecourt, seigneur du village de 1644 à 1765. |

## Pour approfondir